# قطعنامه ۳۲۳ شورای امنیت
قطعنامه ۳۲۳ شورای امنیت سازمان ملل متحد که در تاریخ ۰۶ دسامبر ۱۹۷۲ تصویب شد، سندی بین‌المللی دربارهٔ وضعیت نامبیا است. این قطعنامه طی نشست ۱٬۶۸۲ام
با ۱۳ موافق،۰ مخالف و۱ ممتنع تصویب شد.